# Carl Stamitz
Carl Philipp Stamitz, cz. Karel Filip Stamic (ochrzczony 8 maja 1745 w Mannheimie, zm. 9 listopada 1801 w Jenie) – niemiecki kompozytor, skrzypek i altowiolista pochodzenia czeskiego.

## Życiorys
Syn Johanna. Muzyki uczył się u ojca, później u Christiana Cannabicha, Ignaza Holzbauera i Franza Xavera Richtera. W latach 1762–1770 drugi skrzypek orkiestry dworskiej w Mannheimie. W 1770 roku wraz ze swoim bratem Antonem wyjechał do Strasburga, w latach 1771–1777 był kapelmistrzem i nadwornym kompozytorem na dworze Ludwika, księcia de Noailles. Występował w Concert Spirituel. Koncertował w Wiedniu, Frankfurcie i Augsburgu. Od 1777 do 1779 roku przebywał w Londynie, następnie w Hadze. Od 1785 roku koncertował w Niemczech, m.in. w Hamburgu, Lubece, Magdeburgu, Lipsku, Berlinie, Dreźnie, Norymberdze, Halle i Kassel, a także w Pradze. W 1795 roku osiadł w Jenie, gdzie wykładał na tamtejszym uniwersytecie. Pod koniec życia zmagał się z problemami finansowymi, planował wyjazd do Rosji.

## Twórczość
Był przedstawicielem drugiego pokolenia szkoły mannheimskiej. Cieszył się dużą popularnością jako skrzypek-wirtuoz, grający też na violi d’amore, o czym świadczą liczne koncerty w wielu krajach europejskich. Jego symfonie mają układ przeważnie 3-częściowy, o następstwie części szybka-wolna-szybka.
Jego dorobek obejmuje ponad 50 symfonii, 38 symfonii koncertujących, ponad 80 koncertów (w tym 20 na skrzypce, 3 na altówkę, 6 na wiolonczelę, 11 na flet, 4 na obój, 15 na klarnet, 12 na fagot, 5 na róg), 7 partit na instrumenty dęte, 22 serenady na instrumenty dęte, 6 kwintetów smyczkowych, 21 kwartetów smyczkowych, 12 kwintetów dętych, 35 triów smyczkowych, 6 triów fortepianowych, 90 duetów, 15 sonat skrzypcowych, dwie opery, dwie kantaty, jedną mszę, a także quodlibet w 2 aktach napisany w 1788 roku dla upamiętnienia lotu balonowego Jean-Pierre’a Blancharda.